# 東館駅
東館駅（ひがしだてえき）は、福島県東白川郡矢祭町大字東舘（ひがしたて）字石田にある、東日本旅客鉄道（JR東日本）水郡線の駅である。
駅名は「東館」であるが、現在の正式な地名は「東舘」である。

## 歴史
- 1930年（昭和5年）4月16日：開業[2]。
- 1970年（昭和45年）10月1日：貨物の取り扱いを廃止[2]。
- 1983年（昭和58年）6月1日：水郡線のCTC化により、無人化[3]。荷物の扱いを廃止[4]。行き違い設備は存続し、駅舎内で地方公共団体に乗車券発売を委託した簡易委託駅となる。
- 1987年（昭和62年）4月1日：国鉄分割民営化により、JR東日本の駅となる[2]。
- 2022年（令和4年）3月24日：駅舎内に地域コミュニティ施設「ヒガシダテ待会室」がオープン[5]。
- 2025年 (令和7年)  時期未定　棒線化予定

## 駅構造
相対式ホーム2面2線を有する地上駅である。駅舎がない方のホームには待合室があり、隣には保線車両用の側線が1本存在している。互いのホームは跨線橋で連絡している。木造駅舎を有する。
水郡線統括センター（常陸大子駅）管理の簡易委託駅となっている。

### のりば
| ホーム | 路線    | 方向 | 行先     |
| ------ | ------- | ---- | -------- |
| 駅舎側 | ■水郡線 | 上り | 水戸方面 |
| 反対側 | ■水郡線 | 下り | 郡山方面 |

- 番線表示はされていない。

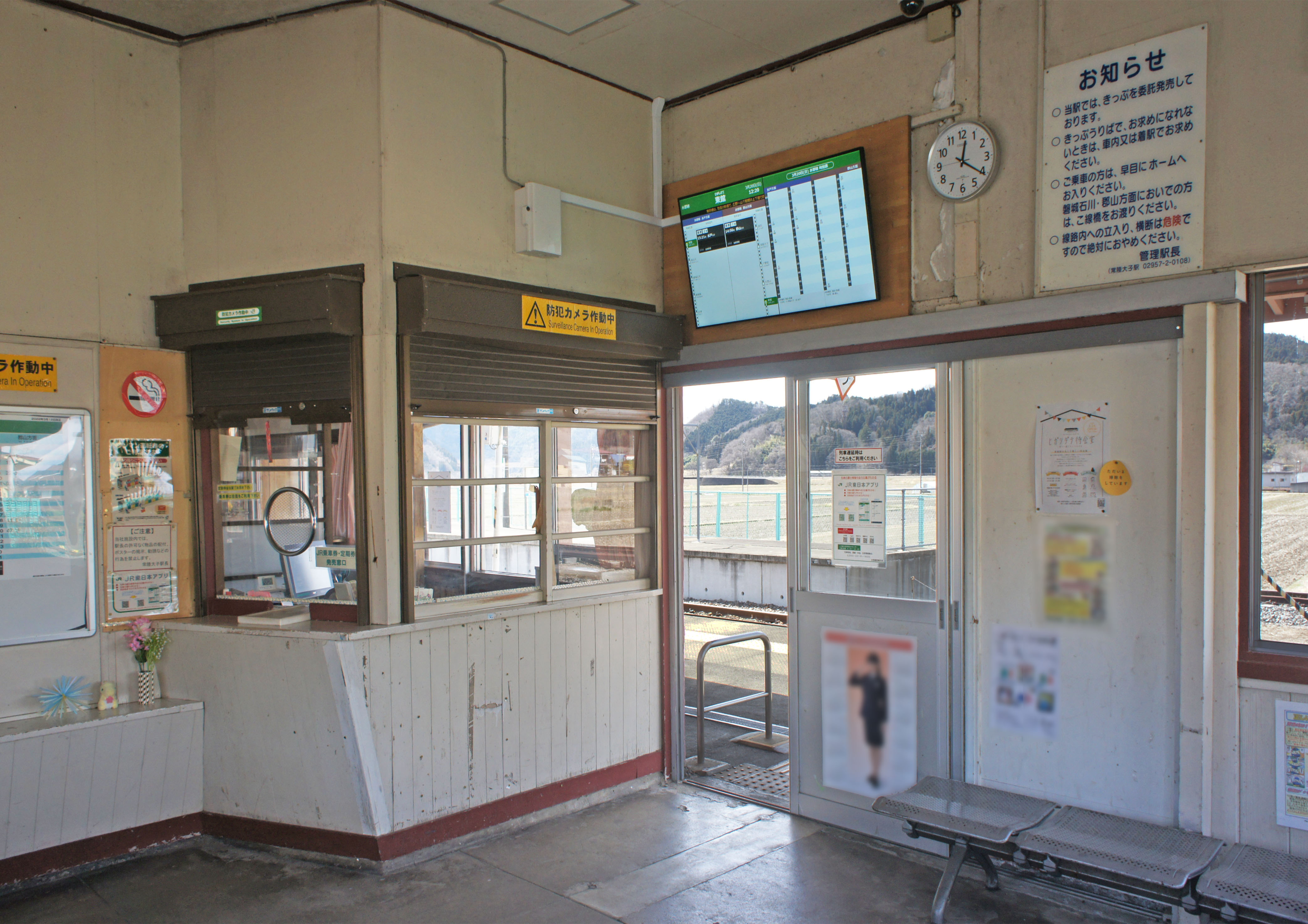
改札口（2022年3月）
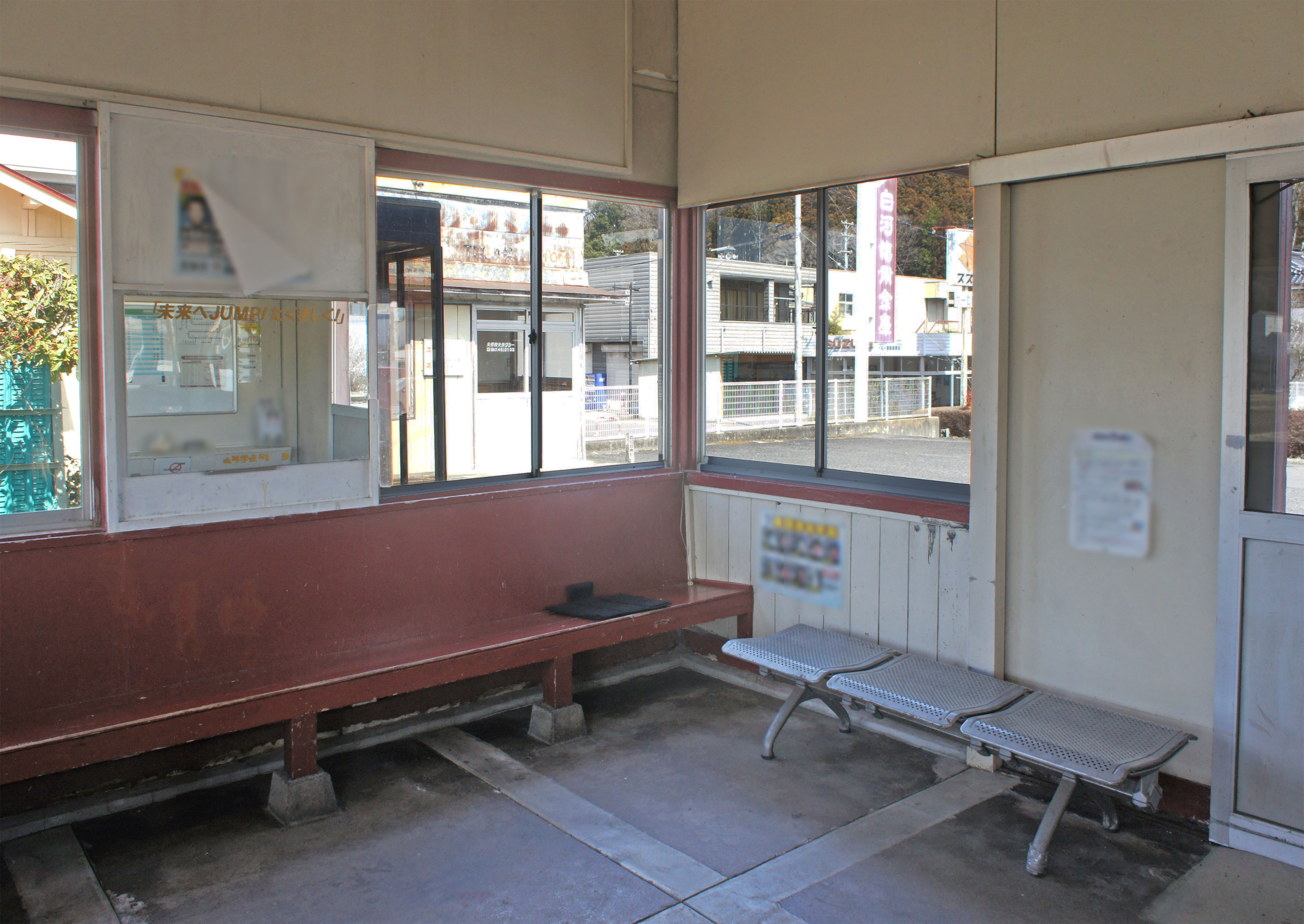
待合室（2022年3月）
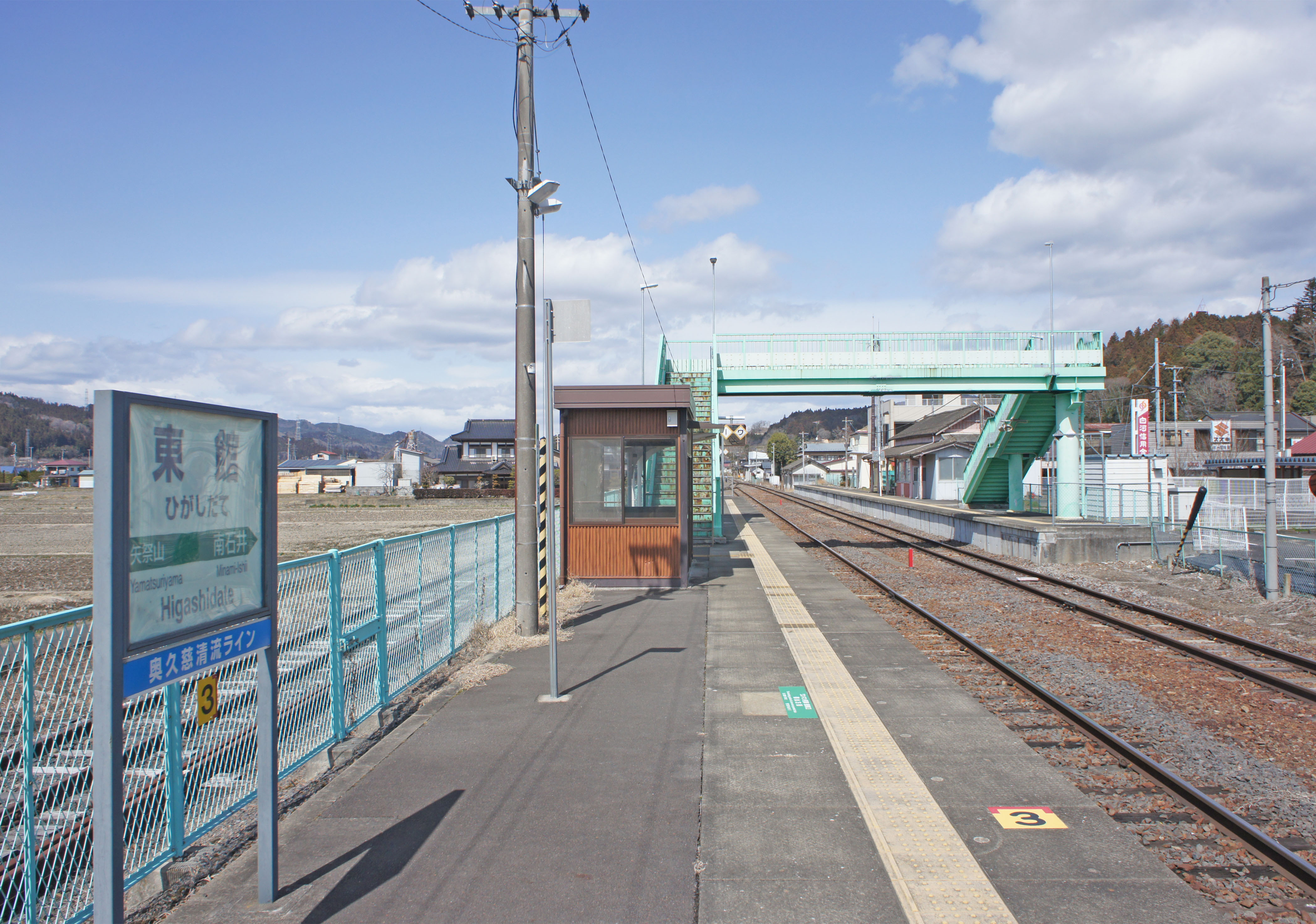
ホーム（2022年3月）

## 利用状況
JR東日本によると、2023年度（令和5年度）の1日平均乗車人員は53人である。
2001年度（平成13年度）以降の推移は以下のとおりである。
| 1日平均乗車人員推移 | 1日平均乗車人員推移 | 1日平均乗車人員推移 | 1日平均乗車人員推移 | 1日平均乗車人員推移 |
| 年度                | 定期外              | 定期                | 合計                | 出典                |
| ------------------- | ------------------- | ------------------- | ------------------- | ------------------- |
| 2001年（平成13年）  |                     |                     | 146                 | [ 利用客数 2 ]      |
| 2002年（平成14年）  |                     |                     | 140                 | [ 利用客数 3 ]      |
| 2003年（平成15年）  |                     |                     | 120                 | [ 利用客数 4 ]      |
| 2004年（平成16年）  |                     |                     | 123                 | [ 利用客数 5 ]      |
| 2005年（平成17年）  |                     |                     | 114                 | [ 利用客数 6 ]      |
| 2006年（平成18年）  |                     |                     | 123                 | [ 利用客数 7 ]      |
| 2007年（平成19年）  |                     |                     | 122                 | [ 利用客数 8 ]      |
| 2008年（平成20年）  |                     |                     | 113                 | [ 利用客数 9 ]      |
| 2009年（平成21年）  |                     |                     | 104                 | [ 利用客数 10 ]     |
| 2010年（平成22年）  |                     |                     | 98                  | [ 利用客数 11 ]     |
| 2011年（平成23年）  |                     |                     | 100                 | [ 利用客数 12 ]     |
| 2012年（平成24年）  | 17                  | 79                  | 96                  | [ 利用客数 13 ]     |
| 2013年（平成25年）  | 16                  | 85                  | 101                 | [ 利用客数 14 ]     |
| 2014年（平成26年）  | 17                  | 73                  | 91                  | [ 利用客数 15 ]     |
| 2015年（平成27年）  | 17                  | 76                  | 93                  | [ 利用客数 16 ]     |
| 2016年（平成28年）  | 15                  | 73                  | 88                  | [ 利用客数 17 ]     |
| 2017年（平成29年）  | 15                  | 74                  | 89                  | [ 利用客数 18 ]     |
| 2018年（平成30年）  | 13                  | 66                  | 80                  | [ 利用客数 19 ]     |
| 2019年（令和元年）  | 9                   | 45                  | 54                  | [ 利用客数 20 ]     |
| 2020年（令和02年）  | 5                   | 49                  | 54                  | [ 利用客数 21 ]     |
| 2021年（令和03年）  | 6                   | 54                  | 60                  | [ 利用客数 22 ]     |
| 2022年（令和04年）  | 7                   | 49                  | 57                  | [ 利用客数 23 ]     |
| 2023年（令和05年）  | 8                   | 45                  | 53                  | [ 利用客数 1 ]      |

## 駅周辺
- 矢祭郵便局
- 福島交通東舘車庫
- 矢祭町役場
- 国道118号（茨城街道）
- 国道349号
- 福島県道173号東館停車場線

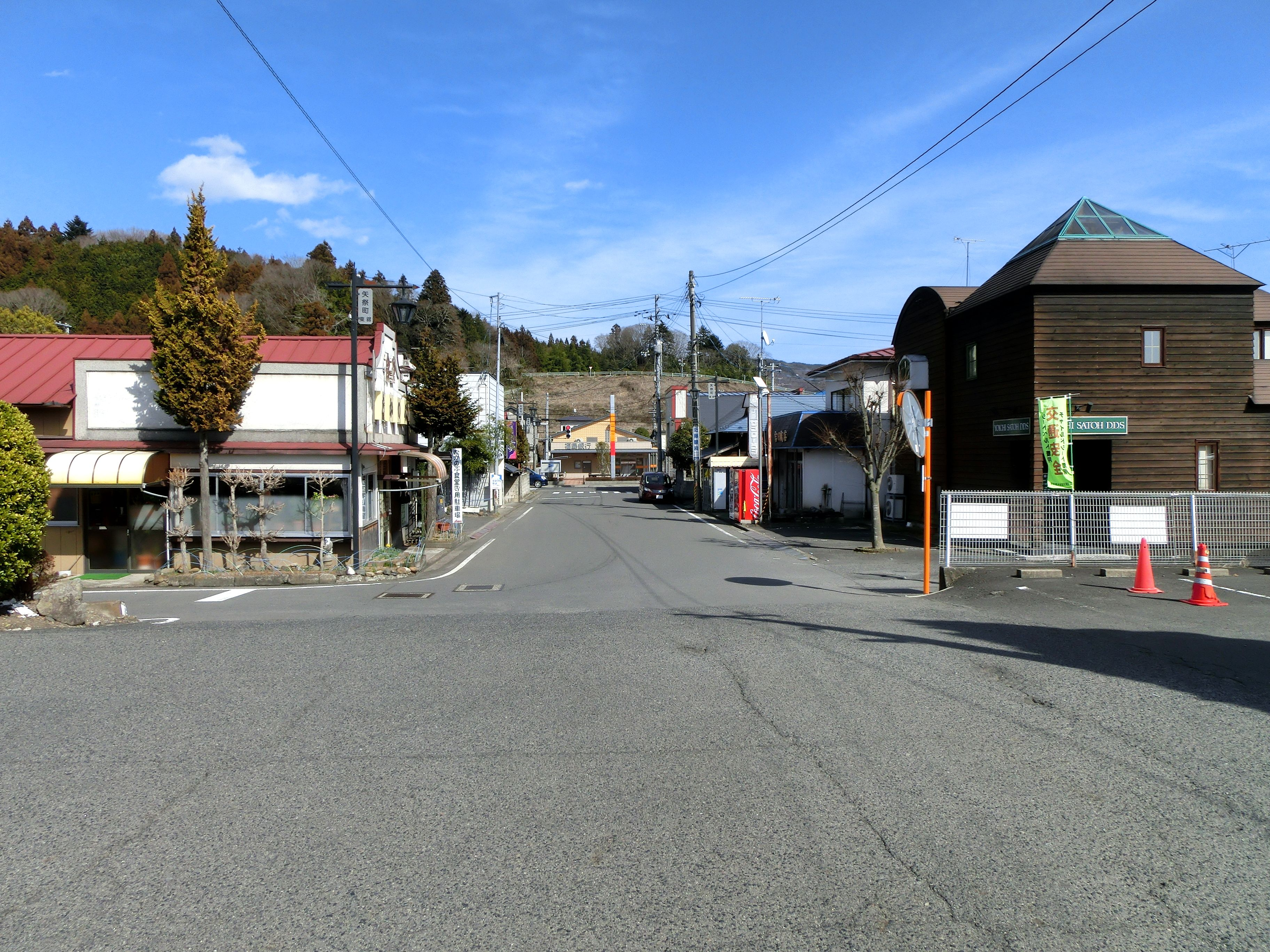
駅前

- 福島県道・茨城県道195号下関河内小生瀬線
- 福島県道230号矢祭山八槻線
- 久慈川
- 田川
- 滝ノ沢温泉
- 東舘温泉 ユーパル矢祭
- 矢祭町立矢祭中学校
- 矢祭町立矢祭小学校
- 矢祭もったいない図書館[1]
- 棚倉警察署東館駐在所
- 棚倉警察署矢祭駐在所
- 棚倉消防署矢祭分署
- 東西しらかわ農業協同組合矢祭支店
- 矢祭工業団地
- 白河信用金庫矢祭支店
- 福島銀行矢祭支店
- 館山リフレッシュふるさとランド

## バス路線
「東館駅」停留所にて、福島交通が運行する路線バスが発着する。かつては、茨城交通のバスが当駅から小中を通り、太田営業所（常陸太田駅）まで運行されていた。
- 2-1：中学校前[7]
- 90-1：大垬明神[7]（大垬明神 - 東館駅間は、茨城交通の福島県内廃止区間の代替運行路線）

上記のうち、駅前の停留所に乗り入れるのは大垬線のみで、それ以外の系統は国道上の「矢祭町役場」停留所が最寄りとなる。

## 隣の駅
東日本旅客鉄道（JR東日本）
■水郡線
矢祭山駅 - 東館駅 - 南石井駅

### 記事本文
1. 1 2 3 4  『週刊 JR全駅・全車両基地』 42号 水戸駅・常陸太田駅・高萩駅ほか74駅、朝日新聞出版〈週刊朝日百科〉、2013年6月9日、26頁。
2. 1 2 3 4  石野哲（編）『停車場変遷大事典 国鉄・JR編 Ⅱ』（初版）JTB、1998年10月1日、442頁。ISBN 978-4-533-02980-6。
3. ↑  「「通報」●水郡線常陸青柳駅ほか13駅の駅員無配置について（旅客局）」『鉄道公報』日本国有鉄道総裁室文書課、1983年6月1日、2面。
4. ↑  「日本国有鉄道公示第35号」『官報』第16896号1983年6月1日。
5. ↑  『水郡線 東館駅に地域コミュニティ施設がオープンします!』（PDF）（プレスリリース）矢祭町／東日本旅客鉄道水戸支社、2022年3月18日。オリジナルの2022年3月18日時点におけるアーカイブ。2022年5月14日閲覧。
6. 1 2  “JR東日本：駅構内図・バリアフリー情報（東館駅）”.   東日本旅客鉄道. 2024年11月19日閲覧。
7. 1 2 3  “東館駅 - 行先 - 福島交通”.   福島交通. 2024年11月19日閲覧。

### 利用状況
1. 1 2  “各駅の乗車人員（2023年度）”.   東日本旅客鉄道. 2024年7月21日閲覧。
2. ↑  “各駅の乗車人員（2001年度）”.   東日本旅客鉄道. 2019年3月1日閲覧。
3. ↑  “各駅の乗車人員（2002年度）”.   東日本旅客鉄道. 2019年3月1日閲覧。
4. ↑  “各駅の乗車人員（2003年度）”.   東日本旅客鉄道. 2019年3月1日閲覧。
5. ↑  “各駅の乗車人員（2004年度）”.   東日本旅客鉄道. 2019年3月1日閲覧。
6. ↑  “各駅の乗車人員（2005年度）”.   東日本旅客鉄道. 2019年3月1日閲覧。
7. ↑  “各駅の乗車人員（2006年度）”.   東日本旅客鉄道. 2019年3月1日閲覧。
8. ↑  “各駅の乗車人員（2007年度）”.   東日本旅客鉄道. 2019年3月1日閲覧。
9. ↑  “各駅の乗車人員（2008年度）”.   東日本旅客鉄道. 2019年3月1日閲覧。
10. ↑  “各駅の乗車人員（2009年度）”.   東日本旅客鉄道. 2019年3月1日閲覧。
11. ↑  “各駅の乗車人員（2010年度）”.   東日本旅客鉄道. 2019年3月1日閲覧。
12. ↑  “各駅の乗車人員（2011年度）”.   東日本旅客鉄道. 2019年3月1日閲覧。
13. ↑  “各駅の乗車人員（2012年度）”.   東日本旅客鉄道. 2019年3月1日閲覧。
14. ↑  “各駅の乗車人員（2013年度）”.   東日本旅客鉄道. 2019年3月1日閲覧。
15. ↑  “各駅の乗車人員（2014年度）”.   東日本旅客鉄道. 2019年3月1日閲覧。
16. ↑  “各駅の乗車人員（2015年度）”.   東日本旅客鉄道. 2019年3月1日閲覧。
17. ↑  “各駅の乗車人員（2016年度）”.   東日本旅客鉄道. 2019年3月1日閲覧。
18. ↑  “各駅の乗車人員（2017年度）”.   東日本旅客鉄道. 2019年3月1日閲覧。
19. ↑  “各駅の乗車人員（2018年度）”.   東日本旅客鉄道. 2019年7月21日閲覧。
20. ↑  “各駅の乗車人員（2019年度）”.   東日本旅客鉄道. 2020年7月16日閲覧。
21. ↑  “各駅の乗車人員（2020年度）”.   東日本旅客鉄道. 2021年7月28日閲覧。
22. ↑  “各駅の乗車人員（2021年度）”.   東日本旅客鉄道. 2022年8月12日閲覧。
23. ↑  “各駅の乗車人員（2022年度）”.   東日本旅客鉄道. 2023年7月10日閲覧。